# Ardisia manitzii
Ardisia manitzii là một loài thực vật có hoa trong họ Anh thảo. Loài này được Panfet mô tả khoa học đầu tiên năm 2003.